# Heteropterys floridana
Heteropterys floridana är en tvåhjärtbladig växtart som beskrevs av José Cuatrecasas. Heteropterys floridana ingår i släktet Heteropterys och familjen Malpighiaceae. Inga underarter finns listade i Catalogue of Life.